# Rob Scholte
Robert Egbert Gerardus (Rob) Scholte (Amsterdam, 1 juni 1958) is een Nederlands kunstenaar.

## Biografie

### Leven en werk tot 1994
In zijn jeugdjaren woonde Scholte in Castricum, Doorn, Heiloo en Egmond aan den Hoef. Op zijn 17e verliet hij via het zolderraam zijn ouderlijk huis. Van 1977 tot 1982 studeerde hij aan de Gerrit Rietveld Academie. Daarna maakte hij onder meer deel uit van het kunstenaarscollectief W139, waar hij met Sandra Derks in 1982 debuteerde met het 'meesterwerk' Rom 87 (nu in de collectie van de Rijksdienst voor het Cultureel Erfgoed, in bruikleen aan Museum Boijmans Van Beuningen), een reeks in vrije stijl geschilderde variaties op een boek kinder-kleurplaten. Deze stijl zou hij vervangen door minutieus geschilderde werken die hij begon te exposeren in 1984 in de pas opgerichte galerie The Living Room te Amsterdam.
In 1986 wekte hij opschudding met het schilderij, Utopia (Museum Boijmans Van Beuningen), waarin Manet's Olympia werd geciteerd. Hij had Olympia en haar dienares echter vervangen door houten poppen. Dit idee bleek hij niet zelf te hebben verzonnen, maar ontleend te hebben aan een obscure, toevallig gevonden, ansichtkaart. Scholte reageerde door het krantenartikel, waarin hij werd beschuldigd van plagiaat, na te schilderen, een letterlijk citaat van een halve krantenpagina. Met How to Star, een solotentoonstelling in Boijmans Van Beuningen, schilderijen uit 1983-1988, ontving Scholte zowel lof als kritiek. Werken van Scholte waren in 1987 te zien op de documenta en in 1990 mocht hij het Nederlandse paviljoen inrichten op de Biënnale van Venetië.
In 1991 ontmoette hij Micky Hoogendijk met wie hij een relatie begon. Hij maakte haar directeur van zijn bv en op 31 mei 1994 traden zij in het huwelijk in housetempel de RoXY.
Eveneens in 1991 haalde de Rob Scholte BV de opdracht binnen voor een 1200 vierkante meter grote wand- en plafondschildering op het Huis Ten Bosch Resort in Nagasaki, Japan. Scholte werkte met een groot aantal assistenten aan de schildering met als titel Après nous le déluge, over de voortdurende herhaling van oorlog in de geschiedenis. De opening ervan zou plaatsvinden op 9 augustus 1995, samenvallend met de 50-jarige herdenking van de atoombom op Nagasaki, maar moest worden uitgesteld wegens een aanslag op Scholte.
Van 1993 tot 1999 was Scholte docent aan de kunstacademie van Kassel.

### Bomaanslag
Op 24 november 1994 stapten Scholte en Hoogendijk bij de Laurierstraat in Amsterdam in zijn donkerblauwe BMW 525i. Kort nadat hij was weggereden, ontplofte een handgranaat onder de auto. Scholte raakte zwaargewond. Zijn beide benen moesten boven de knie worden geamputeerd. Hoogendijk, die van Scholte in verwachting was, kreeg een miskraam. De dader van de aanslag is nooit gevonden. Een van de theorieën was dat de aanslag was bedoeld voor de advocaat Oscar Hammerstein, maar dat de dader zich in de auto had vergist. Hammerstein reed in eenzelfde type BMW, van dezelfde kleur, en met bijna hetzelfde nummerbord, die in de buurt stond.
Andere theorieën houden verband met het schimmige milieu van kunstenaars, cocaïnedealers en witwaspraktijken waarin Scholte zich indertijd zou hebben bewogen, door Joost Zwagerman beschreven in zijn roman Gimmick! (1989). De aanslag zou een afstraffing zijn geweest voor gokschulden, cocaïneschulden of niet nagekomen verplichtingen.
Scholte zelf beschuldigde aanvankelijk een collega-kunstenaar, de aan de zelfkant levende fotograaf Paul Blanca. Later gaf hij de dichter Koos Dalstra herhaaldelijk de schuld. Dalstra begon daarop een smaadzaak tegen Scholte. Toen Scholte een schikkingsvoorstel - een boete van drieduizend gulden - niet betaalde ging het Openbaar Ministerie over tot vervolging. Het OM moest delen uit dagboeken van Dalstra overleggen waarin deze schreef dat Scholte dood moest. Dalstra eiste een schadevergoeding van circa 20 duizend gulden. Scholte werd op 10 juli 2000 veroordeeld tot een boete van 2.500 gulden en een schadevergoeding van 5.000 gulden. In hoger beroep werd hij tot 500 gulden boete veroordeeld. Scholte verloor de zaak tot de Hoge Raad aan toe.
In 2019 verklaarde Scholte in een interview te weten wie de daders waren.
Begin februari 1995 richtte Scholte een Comité van Waakzaamheid op, naar het Comité van Waakzaamheid dat Menno ter Braak en E. du Perron in de jaren dertig oprichtten tegen het opkomend nationaalsocialisme. Het idee was Scholte aan de hand gedaan door Felix Rottenberg. Dit comité zou een politieke beweging moeten worden, maar het initiatief stierf een stille dood. Scholte vertrok datzelfde jaar weer naar Japan, ter voltooiing van de muurschildering Après nous le déluge. Vervolgens verhuisde hij naar Tenerife. Hoogendijk en Scholte gingen in 1997 uit elkaar. Scholte hertrouwde later en woont met zijn vrouw en twee kinderen sinds 2003 weer in Nederland. In 2021 woont hij bij zijn moeder, weer in de kamer waar hij op zijn 17e uit wegliep. Hij is nog samen met zijn vrouw.

### Museum

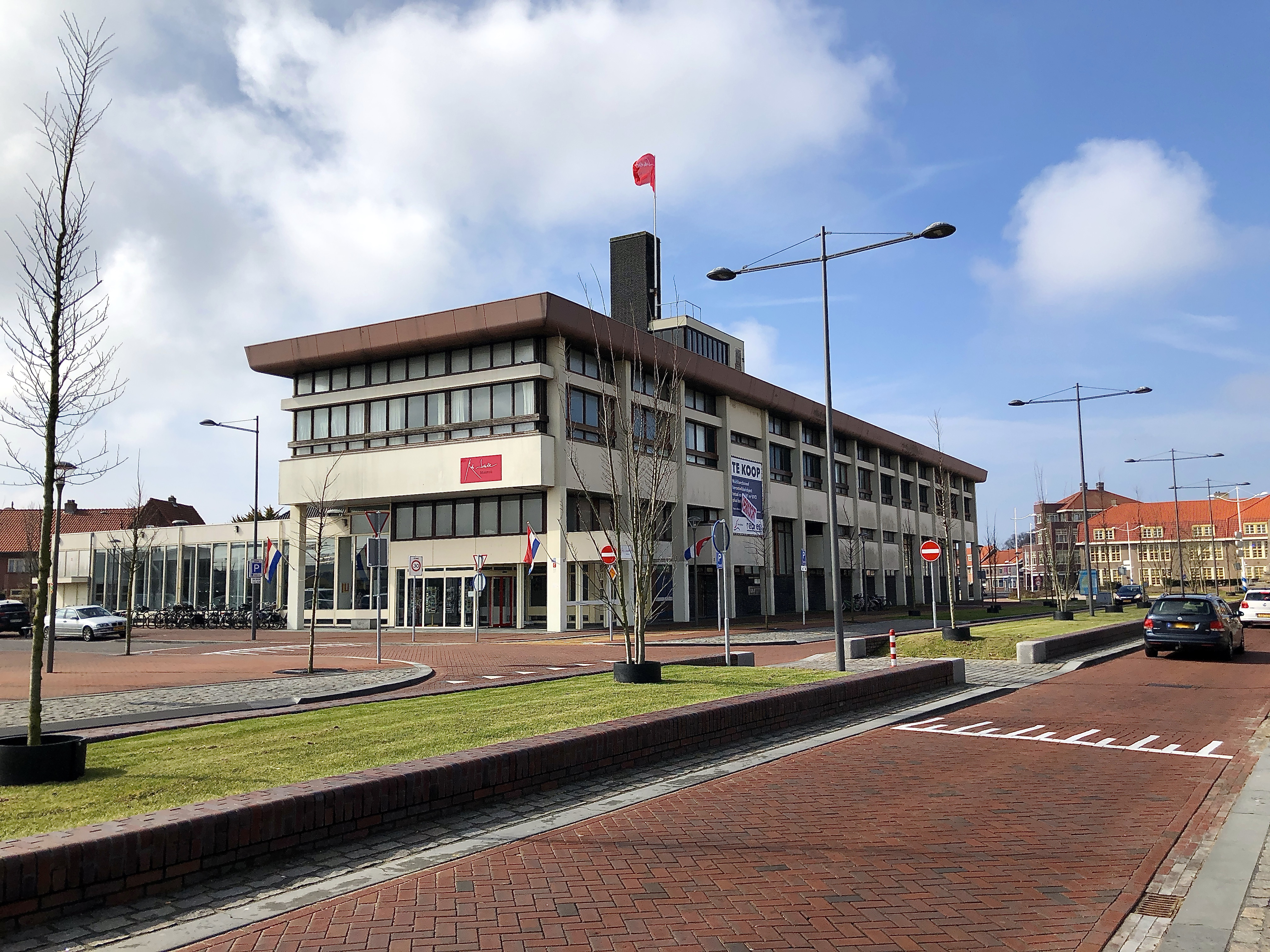
Rob Scholte Museum, Den Helder

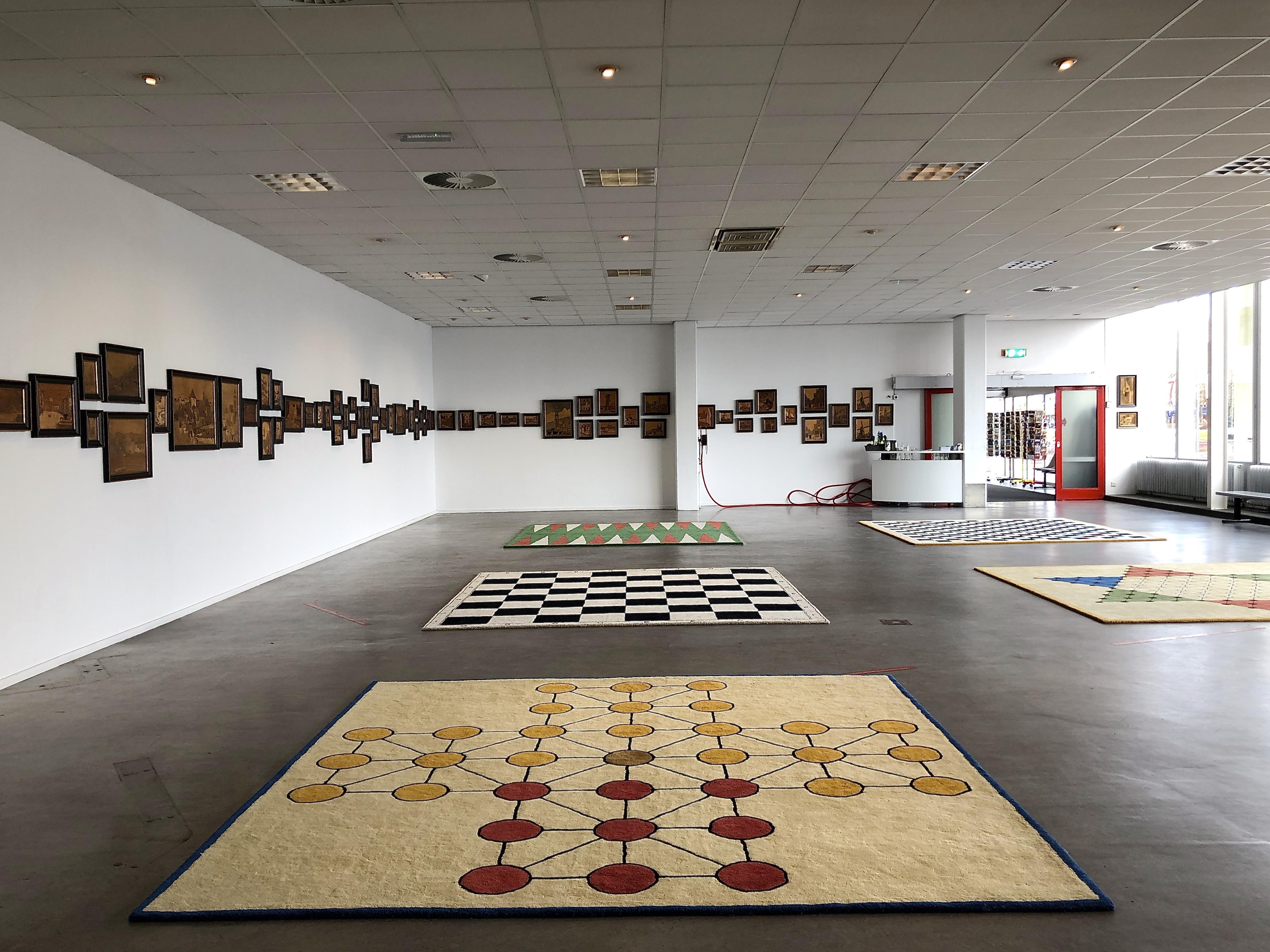
Rob Scholte Museum vlak voor de sluiting, 2018

In 2013 werd met beperkte middelen een aan hem gewijd museum geopend in het voormalige Hoofdpostkantoor in Den Helder, een ontwerp van architect Jo Kruger uit 1967. Het museum werd aanvankelijk als een aanwinst voor Den Helder beschouwd, maar na enkele jaren eiste de gemeente het gebouw terug om het te kunnen verkopen. In oktober 2017 bepaalde de rechter in een kort geding dat het museum voorlopig kon blijven bestaan. In april 2018 werd het museum na uitspraak in hoger beroep echter ontruimd. Daarna bepaalde de Rechtbank Alkmaar in september 2018 in een bodemprocedure dat Scholte het pand niet in bruikleen had, maar een huurovereenkomst had met de gemeente. Dat zou kunnen inhouden dat de ontruiming onrechtmatig was geweest. Een jaar later, op 18 september 2019, bepaalde de Alkmaarse rechtbank echter dat de gemeente rechtmatig had gehandeld, dat Scholte geen huurovereenkomst maar een gebruiksovereenkomst had en derhalve een bedrag van enkele tonnen aan de gemeente schuldig was voor ontruimings- en opslagkosten en gas, water en licht. De gemeente legde beslag op de collectie van Scholte om deze te laten veilen. Een kortgedingrechter hield dit tegen. Uiteindelijk mocht de collectie alsnog worden geveild.

## Werkwijze
Scholte is een beeldenmaker. Hij ordent en plaatst beelden – uit de massamedia, uit zijn eigen omvangrijke archief – in een nieuwe context, waarmee hij die beelden van een nieuwe betekenis voorziet. Vaak vindt men in zijn werken tegenstrijdigheden en tegenstellingen die in hun nieuwe context 'overwonnen' worden. De minutieus geschilderde werken van zijn hand worden doorgaans geproduceerd door assistenten en door hem zelf gesigneerd. Daarmee volgt hij een 17e-eeuwse methode van werken. Zijn werkwijze is illustratief voor het postmodernisme en legt de nadruk op de permanente toestroom van beelden die ons omringen, vormen en kneden. Thematisch zijn steeds de media, hij haalt er inspiratie uit, geeft kritiek op de manipulatie ervan en trad zelf ook op als 'mediapersoonlijkheid'.

## Publicaties
- All the portraits are up to date, Paul Maenz, Köln, 1988.
- How to Star, Museum Boijmans Van Beuningen, Rotterdam, 1988.
- 6 Dutch Artists, Fruitmarket Gallery, Edinburgh, 1989.
- Tartufo/Tartuffe, Comédie Gastronomique, Amsterdam, München, 1989.
- Venezia, Rijksdienst Beeldende Kunst, Den Haag, 1990.
- Rob Scholte, Art Random, Kyoto Shoin International, Kyoto, 1990.
- Schräg, Heidelberg, 1990.
- 7 Year Itch, Kunstverein Hannover, 1991.
- The Living Room, Kunstverein Grafschaft Bentheim, 1995.
- Plug Ins, Fries Museum Leeuwarden, Waanders uitgevers, Zwolle, 2000.

## Werk in openbare collecties (selectie)
- Museum De Fundatie, Zwolle
- Stedelijk Museum, Amsterdam
- Stedelijk Museum 's-Hertogenbosch

## Tentoonstellingen (selectie)
- 2022 - Museum De Fundatie, Zwolle: Rob Scholte
- 2021 - Museum De Fundatie, Zwolle: Reproductie Verplicht, overzichtstentoonstelling
- 2016 - Museum De Fundatie, Zwolle: Embroidery Show[2]
- 2011 - Museum De Fundatie, Kasteel het Nijenhuis te Heino
- 2008 - Kunstbunker - Forum für zeitgenössische Kunst, Neurenberg: Mount Luzifer
- 2008 - Museum van Bommel van Dam, Venlo: Golden Horizon
- 1998 - Museum Jan van der Togt, Amstelveen: Recent werk
- 1994 - Centre d'art contemporain Meymac (Abbaye St André), Meymac, Frankrijk
- 1992 - Stroom Den Haag
- 1992 - Floriade 1992, Zoetermeer: De Kolossus van Zoetermeer
- 1991 - Kunstverein Hannover, Hannover: 7 Year Itch
- 1990 - Biënnale van Venetië, Rietveldpaviljoen
- 1988 - Museum Boijmans Van Beuningen, Rotterdam: How to star
- 1988 - Kasseler Kunstverein, Kassel: Rob Scholte - Portraits
- 1987 - documenta 8, Kassel